# Nhóm Sella

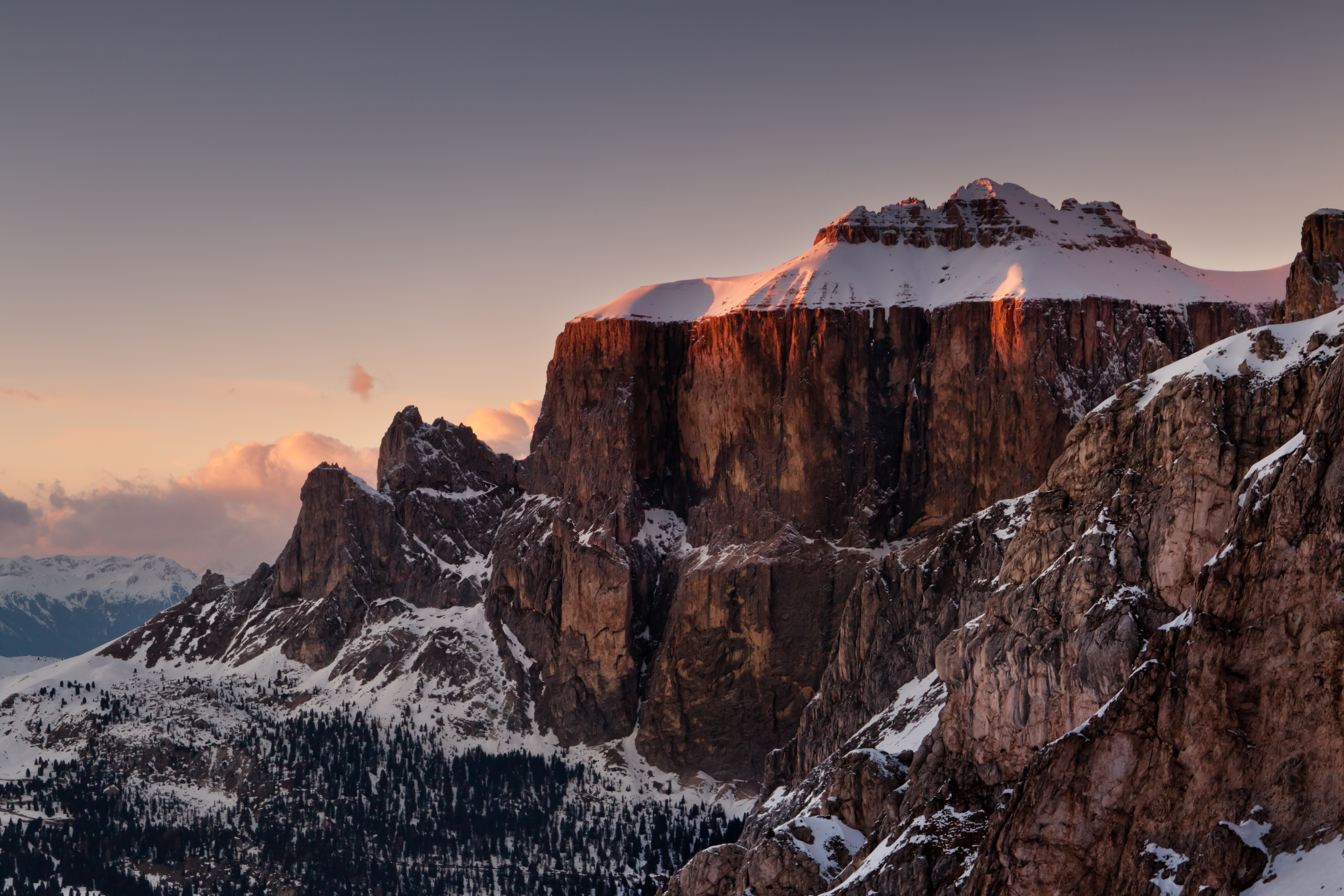
Nhóm Sella vào buổi tối

Nhóm Sella nhìn từ đèo Sella

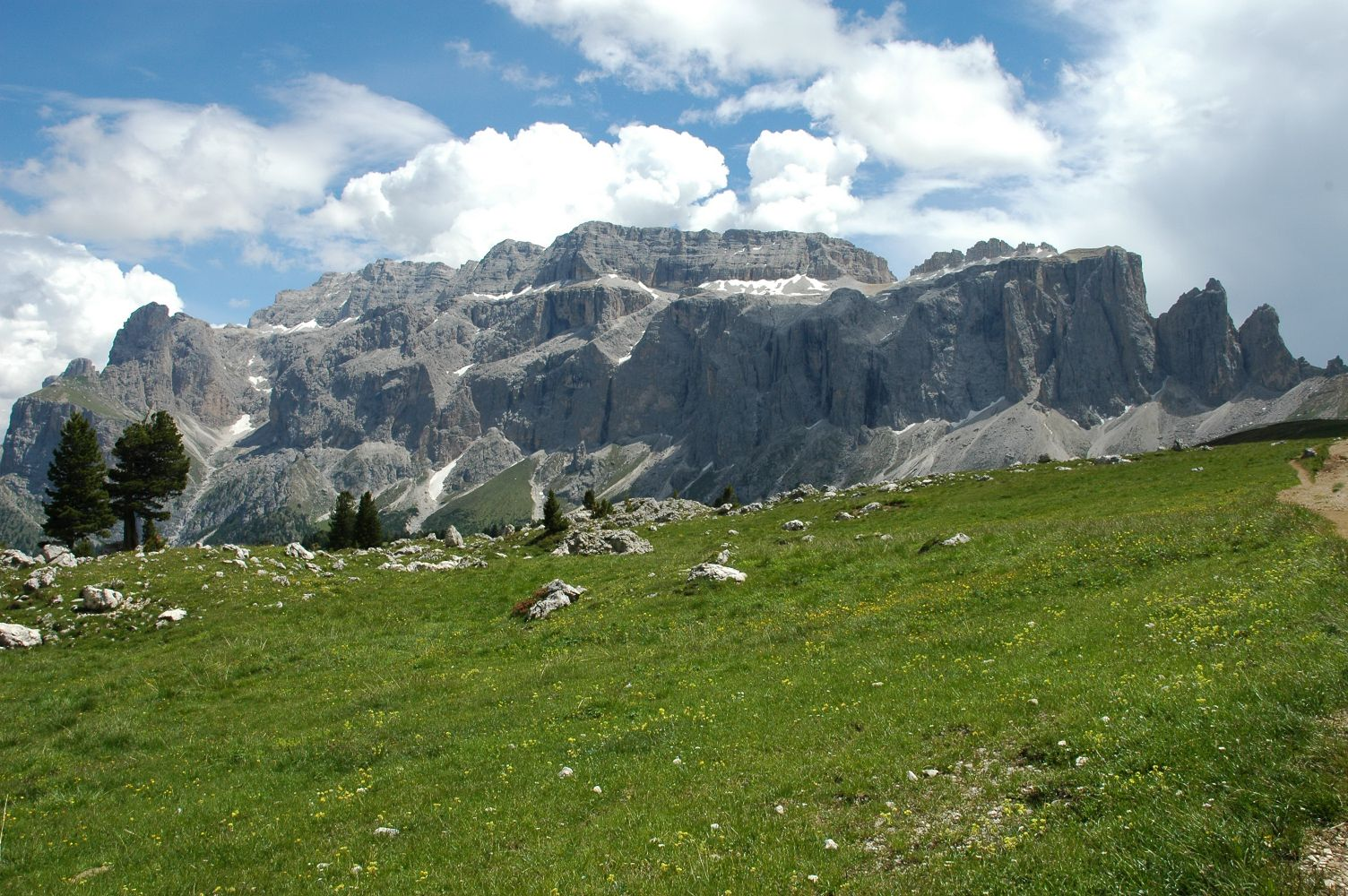
Nhóm Sella nhìn từ Val Gardena

Nhóm Sella (tiếng Ladin: l Sela) là một khối núi cao nguyên hình ở vùng núi Dolomites ở miền bắc nước Ý. Sella nằm phía bắc của Marmolada và phía đông của Langkofel. Đỉnh cao nhất là Piz Boè với độ cao 3.151m / 10.338 ft trên mực nước biển.
Sella nằm giữa thung lũng Ladin của Badia, Gherdëina, Fascia, và Fodom và được chia giữa các tỉnh Nam Tyrol, Trentino và Belluno. Có thể lái xe hơi qua đèo Campolongo, đèo Pordoi, đèo Sella, và đèo Gardena. Vào mùa đông, nó có thể trượt tuyết quanh khối núi toàn bộ bằng cách sử dụng băng chuyền nâng trượt tuyết Sella Ronda. Ngoài ra mỗi mùa đông trượt tuyết Sellaronda cuộc đua Skimarathon và đường trượt tuyết vòng quanh núi được tổ chức xung quanh Sella. Những con đường mòn tương tự mùa hè có thể đi xe đạp.